# The Samuel Jackson Five
The Samuel Jackson Five ist eine Post-Rock-Band aus Norwegen. Die Gruppe startete zunächst als Drum-and-Bass-Projekt, wechselte jedoch später zu instrumentellem Post-Rock.
Ihr Name entstand höchstwahrscheinlich aus einem Scherz, basierend auf der Kombination des Namens Samuel Jackson und dem der Gruppe Jackson Five.

## Bandmitglieder
- Sigmund Bade (Bass, Keyboard, Gitarre)
- Thomas Meidell (Gitarre, Keyboard, Bass, Percussion)
- Thomas Kaldhol (Gitarre, Bass)
- Stian Tangerud (Schlagzeug, Percussion)

## Diskografie

### Alben
- Same Same, But Different (2004)
- Metronomicon Audio 2.0 compilation (2005)
- Easily misunderstood (2005)
- Goodbye Melody Mountain (2008)
- The Samuel Jackson Five (2012)
- Seasons In The Hum (2014)